# Internodium

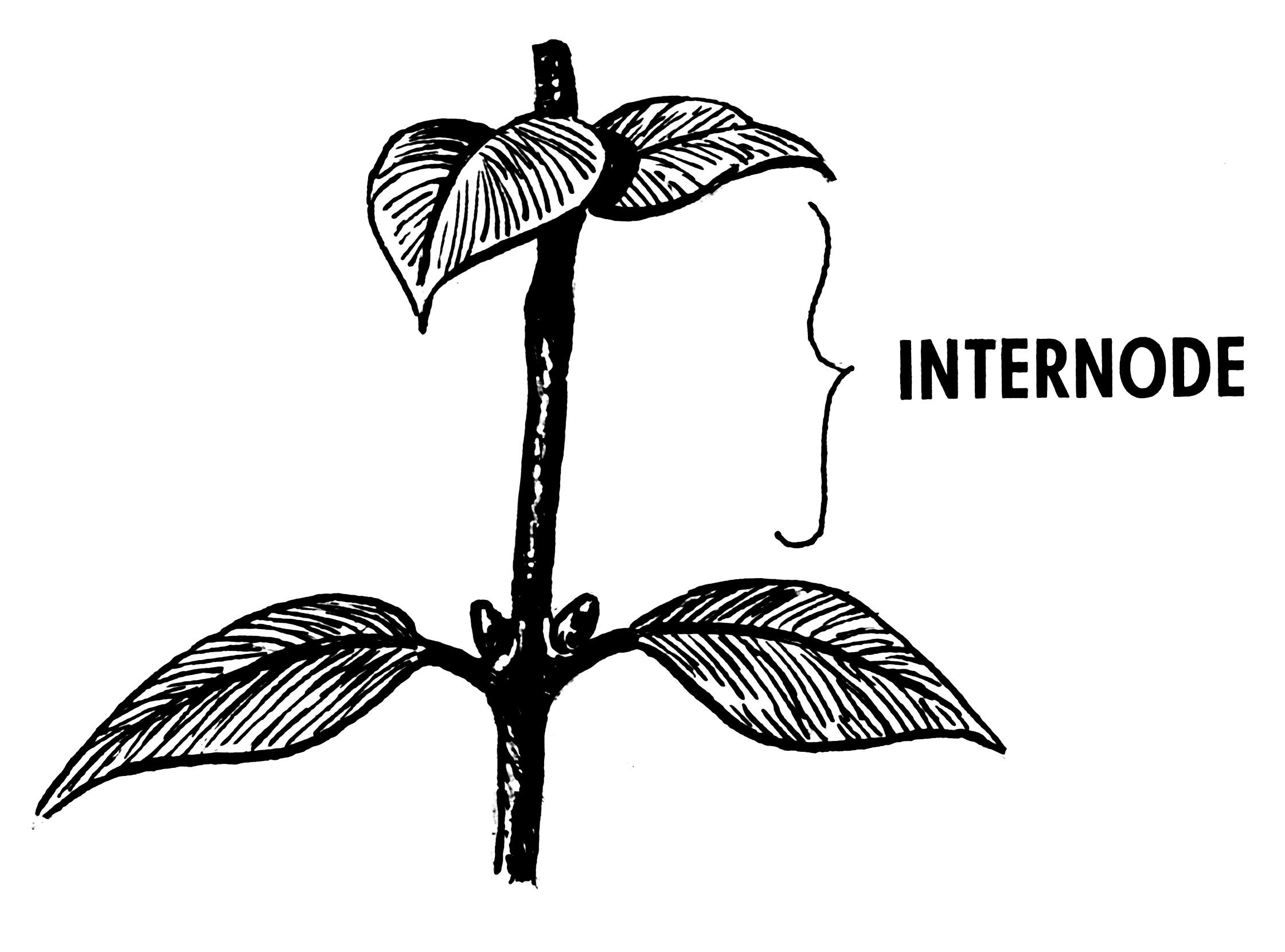
Internodium

Internodium je část stonku mezi jednotlivými uzlinami (nody), mezi místy ze kterého vyrůstají listy, úžlabní pupeny nebo květenství. Internodium nenese listy ani se nevětví, u trav a přesliček má zřetelnou centrální dutinu. Uzliny travin se nazývají kolénka. U vinné révy, (u révy), se internodium, tj. vzdálenost mezi sousedními očky, nazývá stavec.
Poměrné délky na sebe navazujících internodií jsou dány druhem rostliny, absolutní délky jsou ovlivněny stanovištěm. U mladých výhonků jsou internodia krátká, později se s růstem rostlin prodlužují. U některých rostlin s umístěním listů velmi blízko sebe, např. růžice listů u pampelišky, sedmikrásky, jitrocele nebo hlávkového salátu, jsou silně zkráceny a jsou téměř nepostřehnutelné.
Délka jednotlivých internodií má i svůj význam, například u obilovin. Pro potlačení vlivu houbových chorob (rzi) se vybírají odrůdy s dlouhým podklasovým internodiem, které při napadení listů zpomaluje až zabraňuje prorůstání chorob až do klasu a zajišťuje asimilaci i při poškozených listech. Pro zvýšení odolnosti proti poléhání jsou nejvhodnější ostatní internodia co nejkratší.